# Slatina
Slatina é uma cidade da Roménia, no judeţ (distrito) de Olt com 70.293 habitantes (Censos de 2011).

## População
| 1912 | 1930  | 1948  | 1956  | 1966  | 1977  | 1992  | 2002  | 2011  |
| 9825 | 11243 | 13136 | 13381 | 19250 | 44988 | 85168 | 78815 | 70293 |